# Glottiphyllum salmii
Glottiphyllum salmii es una especie de planta suculenta perteneciente a la familia de las aizoáceas.  Es originaria de Sudáfrica.

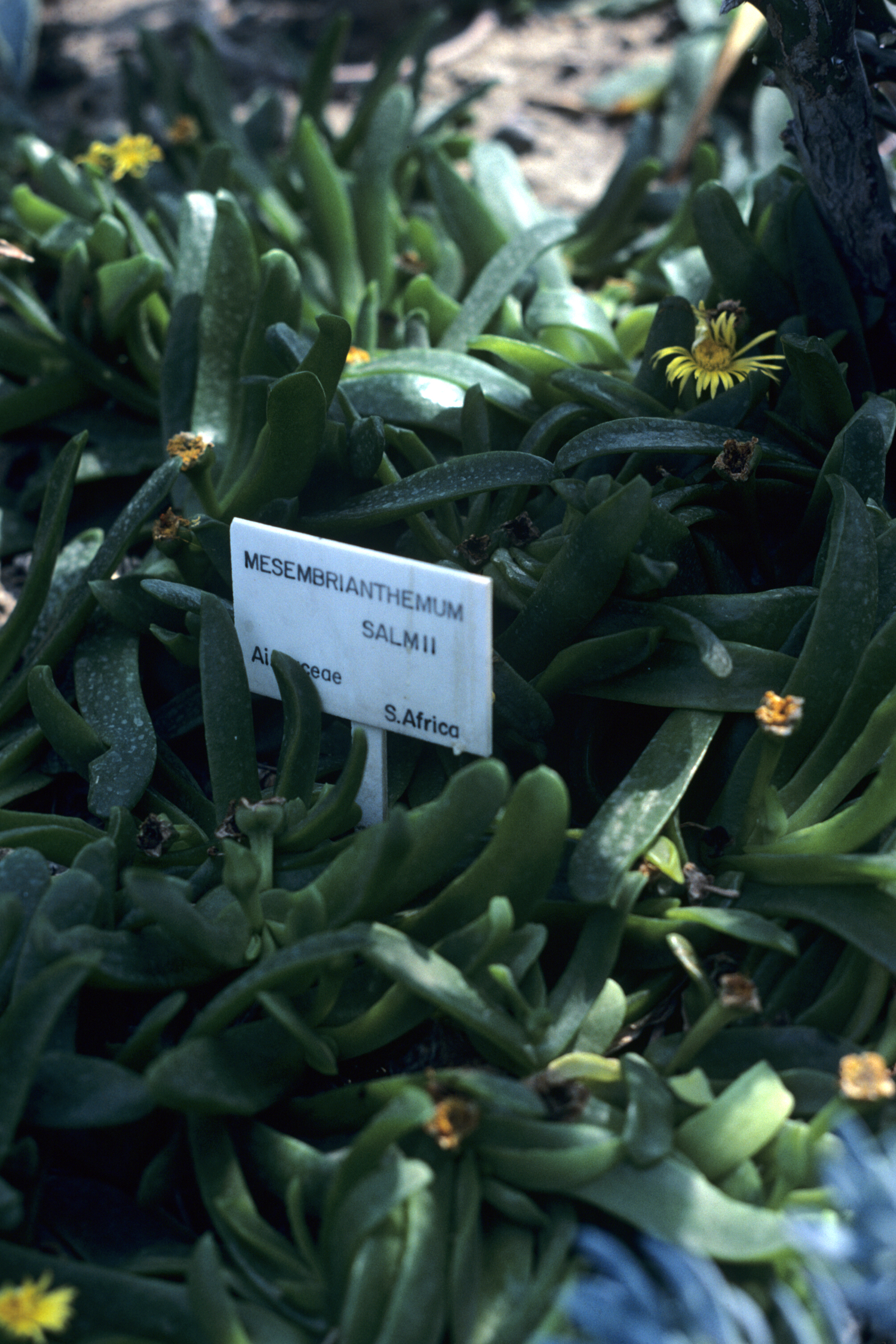
Vista de la planta

## Descripción
Es una pequeña planta suculenta perennifolia de pequeño tamaño que alcanza los 12 cm de altura a una altitud de 950 - 1150  metros en Sudáfrica.

Las plantas tienen hojas gruesas y suaves, dispuestas en pares, postradas o rastreras. Tienen rizomas. Las flores son amarillas con pétalos estrechos, a veces perfumadas, de hasta 5 cm de diámetro.

## Taxonomía
Glottiphyllum salmii fue descrito por (Haw.) N.E.Br. y publicado en The Gardeners' Chronicle & Agricultural Gazette  III, 71: 9 1922.
Etimología
Glottiphyllum: nombre genérico que proviene del griego "γλωττίς" ( glotis = lengua) y "φύλλον" (phyllos =hoja ).
salmii: epíteto otorgado en honor del botánico Joseph de Salm-Reifferscheidt-Dyck.
Sinonimia
- Mesembryanthemum salmii Haw. (1819) basónimo[2][3]